# آیزن‌اشتات
آیزن‌اشتات (به آلمانی: Eisenstadt)(به مجاری: Kismarton)(به کروات: Željezni grad)(به اسلونیایی: Železno) شهری در اتریش و پایتخت ایالت بورگن‌لاند است. این شهر در تاریخ یک ژانویه ۲۰۱۰، ۱۲٬۸۵۶ نفر جمعیت داشت. در دوران امپراتوری هابسبورگ این شهر محل اقامت نجیب‌زادگان مجار بوده‌است.

## نگارخانه

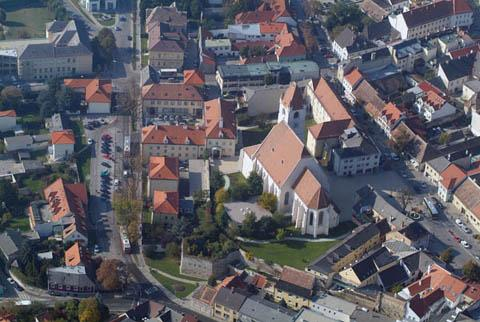
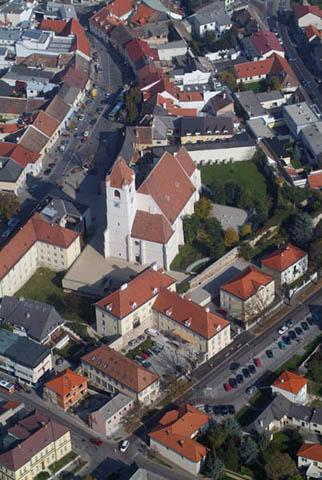